# Opera (stacja metra)
Opera to stacja metra w Budapeszcie na Linii M1. Oddana do użytku została w roku 1896. Stacja nosi nazwę Opera i jest położona tuż obok budynku Węgierskiej Opery Państwowej. Położona jest 3 m pod ziemią, wygląd stacji przypomina klasyczny wystrój żółtej linii budapeszteńskiego metra. Następne stacje to: Bajcsy-Zsilinszky út i Oktogon.